# Herreid (Dakota del Sur)
Herreid es una ciudad ubicada en el condado de Campbell en el estado estadounidense de Dakota del Sur. En el Censo de 2010 tenía una población de 438 habitantes y una densidad poblacional de 121,31 personas por km².

## Geografía
Herreid se encuentra ubicada en las coordenadas 45°50′16″N 100°4′30″O / 45.83778, -100.07500. Según la Oficina del Censo de los Estados Unidos, Herreid tiene una superficie total de 3.61 km², de la cual 3.61 km² corresponden a tierra firme y (0%) 0 km² es agua.

## Demografía
Según el censo de 2010, había 438 personas residiendo en Herreid. La densidad de población era de 121,31 hab./km². De los 438 habitantes, Herreid estaba compuesto por el 97.49% blancos, el 0.23% eran afroamericanos, el 0.68% eran amerindios, el 0.23% eran asiáticos, el 0% eran isleños del Pacífico, el 0% eran de otras razas y el 1.37% pertenecían a dos o más razas. Del total de la población el 2.51% eran hispanos o latinos de cualquier raza.